# 텔레콤 말레이시아
텔레콤 말레이시아(Telekom Malaysia) 또는 텔레콤 말레이시아 베르하드(Telekom Malaysia Berhad, 줄여서 TM)는 1984년에 설립된 말레이시아의 통신 회사이다. 유선, 라디오, TV 방송 서비스를 제공하는 국영 전기 통신 회사로 시작하여, 현재는 국내 최대의 광대역 서비스, 데이터, 유선, 유료 TV, 네트워크 서비스 제공업체로 성장했다. TM은 4G 서비스인 TMgo를 출시하며 LTE (전기통신) 시장에 진출했다. TM의 850MHz 서비스는 2018년 1월 유니파이 모바일(UniFi Mobile)로 리브랜딩되었다.
TM은 28,000명 이상의 직원과 250억 링깃 이상의 시가총액을 보유한 국내 최대 규모의 정부 관련 기업 중 하나이다.